# البشرية (المفرق)
البشرية منطقة سكنية تقع في لواء البادية الشمالية، محافظة المفرق في الأردن. تبعد عن محافظة المفرق قرابة 63 كم وعن العاصمة عمان قرابة 110 كم تنتمي المنطقة لقضاء الصالحية الذي يضم 17 منطقة. يقدر عدد سكانها بـ 2120 نسمة حسب إحصاء 2015.

## أصل التسمية
تعود أصول التسمية إلى أن منطقة البشرية كانت من أوائل القرى  التي تبشر بنزول المطر  في بدايات فصل الشتاء.[بحاجة لمصدر]

## نبذة عن الموقع الجغرافي للبلدة
تتميز بلدة البشرية بموقع استراتيجي وحيوي حيث أنها تقع على الطريق الدَّوْلي الممتد إلى العاصمة العراقية بغداد وترتبط أيضاً بمدينة الأزرق ومن ثم إلى الحدود السعودية (العمري) بطريق فريق ممتد على بعد 28 كم، بالإضافة إلى طريق يربطها ببلدة دير الكهف القريبة من الحدود السورية الأردنية شمالاً.

## الغطاء النباتي
تنعم بلدة البشرية بأنواع عديدة من الأعشاب البرية الطبية وتعد أغلبها الأساس في تصنيع الأدوية الطبية منها نبات الزعتر البري الفارسي والذي ينبت في وادي الطحاوي وهو أحد الأودية الرئيسية في البلدة والذي يعد موطناً عديداً للنباتات البرية ونبات البابونج  الأسطواني الأوروبي والشيح الفارسي والجعدة والقيصوم والعديد من الأعشاب والنباتات  المفيدة للرعي للأغنام والماعز 

## المناخ
تتميز  البللدة بمناخ معتدل ربيعاً وشديد البرودة خلال فصل الشتاء وحار نسبياً في فصل الصيف .

## المؤسسات الخدمية في البلدة
- المدارس: يوجد بالبلدة خمس مدارس للذكور والإناث ثلاثة منها للمرحلة الثانوية واثنتان للمرحلة الأساسية.
- مركز الدفاع المدني البشرية: يقوم بتقديم الإسعاف، الإنقاذ والإطفاء.
- مركز الصحي.
- سلطة المياه: تحتوي على مضخات حديثة لضخ المياة للقرية ولعدد من القرى المجاورة.
- مركز أمني للدوريات الخارجية
- مركز شباب البشرية: يحوي العديد من المرافق من غرف للأنشطة الرياضية وملعب سداسي لكرة القدم وصالة كبيرة للاجتماعات تبلغ سعتها 200 شخص بالإضافة إلى محطة معرفة (انترنت).
- مقر بلدية بني هاشم.

## الوصلات الخارجية
- دائرة الاحصاءات العامة